# Dimăcheni
Dimăcheni é uma comuna romena localizada no distrito de Botoşani, na região de Moldávia . A comuna possui uma área de 37.78 km² e sua população era de 1452 habitantes segundo o censo de 2007.